# Ždralovi (porodica)
Ždralovi (lat. Gruidae) su porodica ptica iz reda Gruiformes. Porodica ima 15 vrsta koje žive širom sveta, osim u Južnoj Americi i na Antarktiku. U srednjoj i severnoj Evropi živi vrsta iz potporodice pravih ždralova.
Od najranijih vremena ždralovi su svojom pojavom, svadbenim plesom i veštinom letenja imali veliki uticaj na ljude i mitologiju, književnost i poeziju. 

## Izgled
Ždralovi su velike, dugonoge i dugovrate ptice. Za razliku od sličnih ali ne i bliže srodnih čaplji (Ardeidae), ždralovi lete ispruženog vrata. Pored toga, od čaplji se razlikuju i kraćim kljunom i uglavnom su i dosta veći. 
Odrasle ptice visoke su do 120 centimetara, pri čemu su ženke nešto manje od mužjaka. Raspon krila im je do 2,4 metra, a noge su u letu duže od repa. Težina odraslog mužjaka je do 7 kilograma, a ženke su oko jednog kilograma lakše.
Prevladavajuća boja ždralova je svetla, srebrnkasto siva, koja je sve tamnija prema ekstremitetima. Glava i vrat su crni. Tipično obeležje su s jedne strane bele pruge koje počinju kod oka i mogu dosezati sve do leđa, i s druge crveni, goli delovi kože na glavi i vratu. To je zajedničko svim vrstama, osim devičanskom i rajskom ždralu. 
Sledeće obeležje su im duga, na kraju malo iskrzana krilna pera. Kad ptice rašire krila, dolazi do izražaja sva ljepota ovih ptica. Kad ptice sklope krila, ovo perje seže daleko preko repa, a kod devičanskog ždrala gotovo do zemlje. Tek nakon prvog mitarenja ptice dobivaju perje pune dužine. Nakon toga, promena perja odvija se svake druge do četvrte godine, pretežno u vreme podizanja mladunaca.

## Glas
Ždralovi se glasaju na razne načine, što ima važnu ulogu u socijalnom ponašanju. Tako se pilići glasaju nježnim, ne glasnim ćurlikanjem. Kad su uzbuđeni, javljaju se glasnim, zviždavim tonovima. Kad nešto mole, glasanje je jadikujuće pijukanje. Glasno ćurlikanje služi međusobnom javljanju unutar porodice. Kad žele da upozore mladunce, ispuštaju oštre ravnomerne tonove, kako na tlu tako i u vazduhu. 
Glasne pozive koji podsećaju na zvuk trube omogućava im rezonantni prostor u njihovom jako produženom dušniku (dužine od 100 do 130 cm), delom smotanom poput cevi uz prsnu kost. Trubljenje ždralova tako je glasno, da ga se može čuti na nekoliko kilometara. Kod „pevanja” u duetu nakon niza pozivnih glasova sledi niz usklađenih tonova. I mužjak i ženka mogu otpočeti „duet” i odrediti tonalitet. Pri tome obe ptice podižu glave i kljunove uvis, vrat zabacuju unazad i šire krila. Ptice stoje jedna pored druge, i lagano se uz zajedničko ili naizmenično glasanje sinhronizovano kreću prema napred. Glasanje u duetu javlja se kod uzrujanosti na okupljalištu ili odmorištu, najčešće u vreme parenja i podizanja mladunaca. Uz pomoć analize frekvencije glasanja (sonografija) moguće je glasanje individualizovati i prepoznati svaki put istu pticu.

## Rasprostranjenost
Različite vrste ždralova mogu se sresti na svim kontinentima osim Antarktika i južne Amerike. U južnoj Americi ekološki prostor koji drugdje zauzimaju ždralovi, popunjava vrsta guarauna (Aramus guarauna), jedina vrsta roda Aramus, jedina i u porodici Aramidae.

## Hrana
Ždralovi su oportunisti, menjaju svoju prehranu u skladu s prostornim i klimatskim prilikama. Tako jedu male glodare, ribe i vodozemce, a u jesen prelaze na žitarice i bobice raznih vrsta. 

## Razmnožavanje

#### Svadbeni ples i parenje
U periodu koji prethodi parenju, ždralovi izvode vrlo glasan i vrlo komplikovan svadbeni ples, koji se često naziva „ždralov ples”. Na taj način pokazuju raspoloženje, obeležavaju teritoriju i komuniciraju. Plešući, i mužjaci i ženke skaču u vazduh raširenih krila i glasno trube. U paru se kreću ravno i u zavojima približavajući i udaljavajući se, poskakuju, hodaju ukočenih nogu ili savijajući „koljena”, kimaju glavama, klanjaju se, izvode piruete i dižu s tla i bacaju kljunovima u vazduh različiti materijal. Uspravljajući gornji deo tela i spuštajući raširena krila, ženka grgutavim glasanjem poziva mužjaka na parenje. Nakon parenja, mužjak najčešće skače preko ženke prema napred. Iza toga sledi glasanje u duetu, pa razdoblje čišćenja i uređivanja perja. Duet povremeno odzvanja kroz čitavo razdoblje gnežđenja, a i kasnije, kao znak zajedništva para. I pre nego što mogu da lete, mladunci nauče sve raznovrsne i komplikovane pokrete ždralovog plesa. Većina vrsta ždralova živi u trajnim monogamnim zajednicama pa kod njih svadbeni ples nije način osvajanja partnera, nego međusobno dokazivanje privrženosti što dodatno učvršćuje njihovo zajedništvo. 

#### Gnezdo i podmladak
Ždralovi se gnezde u močvarama, tražeći udaljena mesta kao što su arktičke tundre, stepe, visoravni i močvarne šume. Gnezdo prave u blizini vode, najradije uz dubinu do oko koljena. Iako su ždralovi vrlo društvene ptice, gnezda grade podalje jedno od drugog. Uz retke izuzetke, ždralovi se gnezde na tlu. Leglo ima najčešće dva jaja, a o mladuncima se brinu oba roditelja. Nakon oko deset nedelja, mladunci mogu da lete. Uska povezanost roditelja s mladuncima traje do leta u zimovališta, a najduže do povratka u letnja staništa, kad povezanost prestaje.
Očekivani životni vek je najčešće dvanaest do trinaest godina, iako u zatočeništvu mogu doživeti i do 40 godina.

## Ponašanje
Većina ždralova su vrlo društvene životinje. Osim u vreme gnežđenja, okupljaju se u velike grupe. Ždralovi se često mogu videti u skupinama od nekoliko hiljada jedinki, a kod selidbi u zimska ili letnja obitavališta viđane su i grupe kanadskih ždralova od više desetina hiljada jedinki. 

#### Selidbeno ponašanje
Ždralovi koji žive u toplim klimatskim područjima su stanarice, dok one vrste koje se gnezde u hladnijim područjima prevaljuju velike udaljenosti radi prezimljavanja. Nasleđeni nagon za selidbu kod njih pokreće određena dužina dnevne svetlosti, vremenske prilike, opadanje ponude hrane, kao i međusobni uticaj jedinki do kojeg dolazi na okupljalištima, i dolazi do masovnog kretanja prema jugu. Pri selidbi, ptice koriste najpovoljnije geografske i klimatske uslove. 
Dužina ukupnog puta pojedinih populacija nije jednaka, a najduža je kod kanadskih ždralova. Oni prevaljuju od gnijezdišta na Aljasci do zimskih hranilišta u Teksasu udaljenost od gotovo 6.500 kilometara. Dužina puta koji prevale u jednom danu je različita, može biti između 100 i 1.000 kilometara. To zavisi od mnogih elemenata, unutrašnjih (selidbeno raspoloženje, raspoloživa količina energije u obliku masne rezerve u telu) i spoljašnjih (količina dnevnog svetla, vremenske prilike, visinska strujanja). 
Ždralovi lete u grupi oblikujući klin nejednakih stranica ili kose redove kako bi se smanjio otpor vazduha, a održao kontakt unutar grupe. U vreme selidbe ptice se sporazumevaju glasanjem koje je posebno često kod slabe vidljivosti ili noću. Let menja smer zavisno od smera vetra i podseća na vijuganje ili talase. Visina leta je različita, i zavisi od vetra, vidljivosti, reljefa i visinskog strujanja vazduha. Uobičajena visina letenja je između 200 i 1.000 metara, mada su zabeležene i visine do 2.500 metara. Najviša dokazana visina leta je 4.600 metara.
Pretpostavlja se, da se ptice orijentišu prema magnetnom polju zemlje ali i upadljivim obiležjima na tlu. Ta obeležja mladunci nauče od roditelja tokom svoje prve selidbe. Tokom selidbe ždralovi se odmaraju po nekoliko dana, nedelja ili čak i meseci. Za to vreme, u manjim jatima razilaze se u potragu za hranom na obližnja polja i livade.

## Sistematika
Petnaest postojećih vrsta ždralova su raspoređene u četiri roda. Jedna molekularno filogenetička studija objavljena 2010. godine je utrvrdila da je rod Grus, kako je tad bio definisan, bio polifiletski. U rezultirajućem preuređenju da bi se kreirali monofiletski rodovi, sibirski ždral je premešten u ponovno oživljeni monotipski rod Leucogeranus, dok su Antigone canadensis, Antigone vipio, Antigone antigone, i Antigone rubicunda premešteni u ponovno oživljeni rod Antigone. Neki autoriteti prepoznaju dodatne rodove Anthropoides (za Grus virgo i plavog ždrala) i Bugeranus (za Grus carunculata) po morfološkoj osnovi.
Potporodica Krunasti ždralovi
- - Beloliki ždral
  - Krunati ždral

Potporodica Pravi ždralovi
- - Australski ždral
- - Devičanski ždral
  - Rajski ždral
- - Kanadski ždral
  - Crnovrati ždral
  - Crvenokapi ždral
  - Sivi ždral
  - Američki ždral

## Ždralovi i ljudi
Ljudi su još u pradavna vremena bili fascinirani lepotom ždralova i njihovim spektakularnim svadbenim plesom. Gotovo da ne postoji neki značajan vid ljudske delatnosti u kojoj ždral nije obeležen.
U egipatskoj mitologiji ždral je bio „sunčeva ptica”. Bio je žrtvovan bogovima, ali su ga i jeli. Lik ždrala u hijeroglifima ima značenje slova "B". Ždralovi imaju značajnu ulogu i u grčkoj i keltskoj mitologiji, spominje ih se u irskim mitovima, u švedskoj izraz „ptica sreće” izveden je iz dolaska ždralova kao glasnika proleća, toplote, svetla i obilja hrane.
U starom Kineskom carstvu ždral (鹤 hè) je bio simbol dugog života, mudrosti, starosti kao i odnosa između oca i sina. Pored toga, u kineskoj mitologiji ždralovi su nazivani „nebeskim pticama” ili „blaženim pticama”, jer se verovalo da se taoistički sveštenici posle smrti pretvaraju u ždralove, a da ždralovi na svojim leđima odnose duše pokojnika na nebo.
U Japanu ždral je simbol sreće i dugog života. Prema staroj japanskoj legendi, onom ko složi 1000 origami ždralova, bogovi ispunjavaju jednu želju. I danas se u posebnim prilikama, kao što su venčanja ili rođendani, poklanjaju od papira složeni (origami) ždralovi. 
Motiv ždrala je vrlo čest i u heraldici, gde simbolizuje oprez i budnost. Iz grčkih izvora sledi motiv ždrala koji u kljunu nosi kamenčiće, da se glasanjem ne bi izdao, a u rimskom kulturnom krugu dobija i niz drugih značenja. Pojavljuje se kao motiv na amblemima, insignijama, ali i na kućama i dvorcima.
Ždral se pojavljuje u vrlo velikom broju basni, bajki, priča i književnih dela. Spominju se, između ostalih, u jakutskim, ruskim, finskim narodnim pričama, ali i u Ezopovoj basni i delima Getea, Fontana, Šilera, Selme Lagerlef i niza drugih pisaca i pesnika.
I drugi oblici umetnosti preuzimaju često motiv ždrala, u slikarstvu dalekog istoka ali i u zidnom slikarstvu, minijaturama i ilustracijama. Rado ga kao motiv koriste i kipari. Nalazi se i na mozaiku u crkvi Svetog Petra u Veneciji, a Albreht Direr ga je naslikao uz Justiciju. Spominje ga se u operi Bertolta Brehta, motiv su koji se pojavljuje u filmu Mihaila Kalatozova „Lete ždralovi” ...

## Literatura
- Hayes, M.A. (2005): Divorce and extra-pair paternity as alternative mating strategies in monogamous sandhill cranes. MS thesis, University of South Dakota, Vermilion, S.D.. 86 p. PDF fulltext at the International Crane Foundation's Library

## Spoljašnje veze
- National geographic Hrvatska (hrvatski)
- Fam. Gruidae, Ždralovi (njemački)
- Ždralovi - tjeralica (njemački)
- Zaštita mora - Ždral (njemački)
- Cranes Gruidae Архивирано на веб-сајту  (12. септембар 2005) (engleski)
- International Crane Foundation (engleski)
- Saving Cranes website (ICF)
- Craneworld website, mainly in German
- individual recognition of cranes using frequency analysis of their calls
- Gruidae videos Архивирано на веб-сајту  (13. март 2012) on the Internet Bird Collection
- Crane sounds on xeno-canto.org
- Cranes of the World, by Paul Johnsgard
- Crane Dance at the Tongdosa Temple (archive link, was dead)
- Thousand Cranes lore